# Vilafranca Eagles 2018
Questa voce raccoglie le informazioni riguardanti i Vilafranca Eagles nelle competizioni ufficiali della stagione 2018.

## XXX LCFA Senior

### Stagione regolare
| 26 novembre 2017, ore 11:30 | Barcelona Uroloki | 27 – 19 referto | Vilafranca Eagles |  |

| 17 dicembre 2017, ore 11:00 | Barcelona Búfals | 38 – 7 referto | Vilafranca Eagles |  |

| 14 gennaio 2018, ore 11:30 | Vilafranca Eagles | 7 – 19 referto | Salt Falcons/ Vall d'Aro Senglars |  |

| 27 gennaio 2018, ore 16:00 | Barberá Rookies | 25 – 26 referto | Vilafranca Eagles |  |

| 11 febbraio 2018, ore 11:30 | Vilafranca Eagles | 25 – 0 referto | Barcelona Pagesos |  |

| 25 febbraio 2018, ore 11:30 | Vilafranca Eagles | 0 – 31 referto | Terrassa Reds |  |

| 18 marzo 2018, ore 11:30 | Vilafranca Eagles | 0 – 47 referto | Argentona Bocs |  |

## Statistiche di squadra
| Competizione      | %Vittorie | In casa | In casa | In casa | In casa | In casa | In casa | In trasferta | In trasferta | In trasferta | In trasferta | In trasferta | In trasferta | Totale | Totale | Totale | Totale | Totale | Totale |
| Competizione      | %Vittorie | G       | V       | N       | P       | Pf      | Ps      | G            | V            | N            | P            | Pf           | Ps           | G      | V      | N      | P      | Pf     | Ps     |
| ----------------- | --------- | ------- | ------- | ------- | ------- | ------- | ------- | ------------ | ------------ | ------------ | ------------ | ------------ | ------------ | ------ | ------ | ------ | ------ | ------ | ------ |
| Stagione regolare | .286      | 4       | 1       | 0       | 3       | 32      | 97      | 3            | 1            | 0            | 2            | 52           | 90           | 7      | 2      | 0      | 5      | 84     | 187    |
| Totale            | .286      | 4       | 1       | 0       | 3       | 32      | 97      | 3            | 1            | 0            | 2            | 52           | 90           | 7      | 2      | 0      | 5      | 84     | 187    |